# Општина Фарлиуг (Караш-Северин)
Фарлиуг (рум. Fârliug) општина је у Румунији у округу Караш-Северин.
Oпштина се налази на надморској висини од 206 m.